# Масляниківка (село)

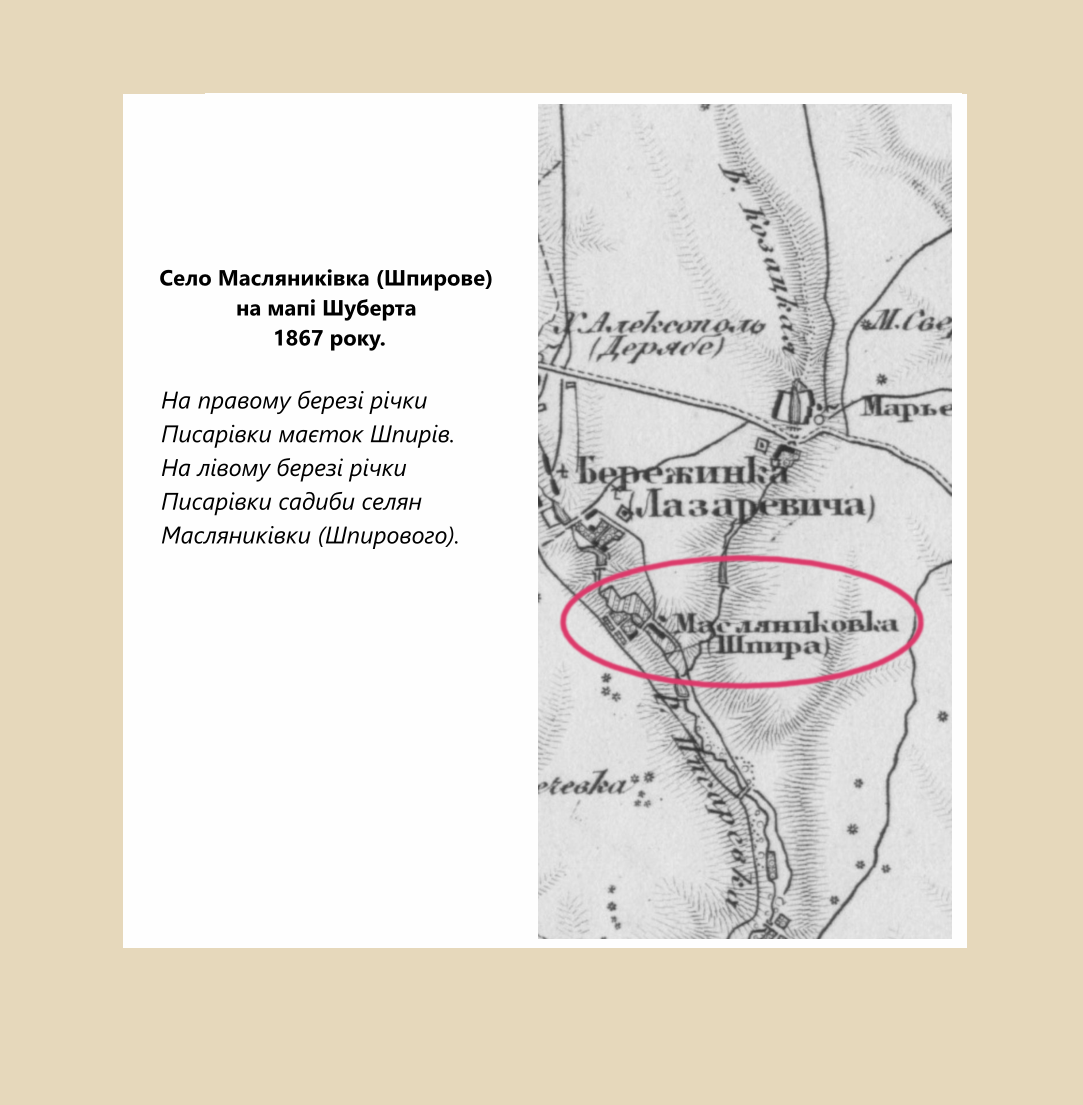
Масляниківка (Шпирове) на мапі Шуберта, 1867 рік.

Масляниківка (Шпіра, Шпирове, Шпірове, англ. Spirovska) — село по обох берегах річки Писарівки у Первозванівській сільській громаді Кропивницького району Кіровоградської області, Україна.

## Походження назви
Назва села Масляниківка походить від прізвища засновника купця Івана Масляникова.
На 1774 рік у фортечній Єлисаветградській окрузі на річці Писарівці купцю Івану Масляникову виділено ділянки під номером 605 на млини (4 двори, 120 десятин) та на розведення лісів і садів (120 десятин). На 1798 рік при сільці (деревня) Масляниківка Іван Масляников уже виростив 8 десятин фруктового багатого саду.

## Історія

### Родина Шпирів
Наступним після Масляникова власником сільця був відомий лікар, професор Московської медичної акакдемії, медичний діяч і новатор Олександр Олександрович Шпір (1772—1852). Йому після медичної кар'єри в Москві, Одесі, Миколаєві, на Камчатці запропонували чин колезького радника і почесне призначення в Херсонській губернії. У 1830 році професор облишив громадську діяльність і повністю присвятив себе медичній науці.
У 1830—1852 роках, до кінця свого життя, Олександр Олександрович Шпір проводив лікарську практику у власному маєтку у Масляниківці. У цей час професор написав новаторську працю, яка випереджала свій час, «Достовірність в Медицині (La certitude en medecine)». Дуже зцензурована книга побачила світ у Санкт-Петербурзі в 1836 році.
Олександр та Гелена Шпіри мали четверо синів і доньку. У маєтку свого батька у Шпировому 3 (15) листопада 1837 року народився Африкан Олександрович Шпір — український німецькомовний філософ-неокантіанець. Він провів дитинство у селі. Хлопчик рано навчився грамоті та був відданий на навчання до Одеси. Африкан любив приїжджали в село на канікули. У селі він часто й довго розмовляв зі старим пасічником, який дуже вплинув на світогляд майбутнього філософа.
За 10-ю ревізією 1857 року видно, що з 90 кріпаків поміщика Шпіра у 1849—1855 рр. втекло 29.
У 1856 році Африкан Шпір відмовився від військової кар'єри і взяв тривалу відпустку, щоб повністю присвятити себе філософії. Влітку він жив у маєтку в Масляниківці, взимку у своєму єлизаветградському міському будинку.
У 1857 році Африкан Шпір подав у відставку і вступив у володіння землею та кріпаками, залишеними йому у спадок батьком. Вважаючи несправедливим, щоб одні люди володіли іншими, такими ж людьми, він вирішив звільнити всіх своїх кріпаків і до того ж дати кожному з них хату, клаптик землі і трохи грошей. Цей вчинок за кілька років до офіційного розкріпачення селян у Росії, накликав на Африкана Шпіра обурення з боку сусідів-поміщиків, зовсім не схильних наслідувати його приклад. Африкан Шпір зі своїм кузеном Миколою Пулевичем виїздив до Європи на навчання у 1862-1864 роках. Невдовзі після повернення Шпіра додому у 1864 році померла його сестра Харитя. У 1867 році, після смерті матері, Африкан Шпір продав свої два маєтки і виїхав за кордон назавжди.

### ХХ століття
Після встановлення окупаційної влади російських більшовиків у Масляниківці Зінов'євського району було проведено колективізацію. На 1930 рік у селі був колгосп імені Будьоного.
На 1972 рік село Масляниківка було підпорядковане Бережинській сільській раді Кіровоградського району та області.
У 1980-х залишені хати Масляниківки на лівому березі Писарівки були згорнені бульдозером. Як переказують очевидці, під час знесення села змії обвивали гусениці трактора. До самого знищення села його народна назва була Шпирове.

### ХХІ століття
Пан Шпір мав хату на Шпировому, по правий бік річки Писарівки. На 2001 рік ще залишався їхній садок.
Нині ставок на місці впадіння балки Козацької в річку Писарівку зветься Шпирівським. На південь від греблі Шпирівського ставка, на лівому березі Писарівки є садове товариство "Меліоратор". Його зареєстровано 05.04.1995 року. Місцеві люди називають це садове товариство Шпирове (Шпірове) або Шпирівські дачі.